# Пальмира (Куба)
Пальмира (исп. Palmira) — муниципалитет и город в провинции Сьенфуэгос, Куба. 

## История
Он был основан в 1879 году под названием Лас Касас. Название было изменено на Пальмира в 1940 году.

## География
Город Пальмира расположена в центре своей провинции, в 12 км от Сьенфуэгоса,  52 км от Санта-Клары. Он граничит с муниципалитетами Родас, Лахас, Крусес, Куманаягуа и Сьенфуэгос. Муниципалитет разделен на округа Примеро, Сегундо, Аранго и Эскарса.

## Демография
В 2004 году население муниципалитета Пальмира составляло 33 153 человека. При общей площади 318 км², плотность населения составляет 104,3 чел./ км².